# Erdoğanismo
Erdoğanismo ou tayyipismo (em turco: Erdoğancılık ou Tayyipçilik) refere-se aos ideais políticos e agenda do presidente turco e ex-primeiro-ministro, Recep Tayyip Erdoğan, que se tornou primeiro-ministro em 2003, cargo que manteve até se tornar o presidente em 2014. Com apoio significativamente derivado da liderança carismática, o Erdoganismo foi descrito como o "fenômeno mais forte na Turquia desde o kemalismo" e costumava desfrutar de amplo apoio em todo o país até a crise econômica turca em 2018, o que causou um declínio significativo na popularidade de Erdoğan.   As raízes ideológicas do movimento vêm do conservadorismo turco, e o partido que mais adere às suas ideias é o Partido da Justiça e Desenvolvimento (AKP), criado pelo próprio Erdoğan em 2001.

## Visão geral
O erdoğanismo é a personificação da democracia conservadora, tendo como seu principal elemento uma liderança forte e religiosa escolhida pelo conscentimento eleitoral, mas levando menos em conta a separação dos poderes e o sistema de freios e contrapesos. Críticos apontam que estas medidas são autoritárias e consistem em uma ditadura eletiva. O modelo de política do erdoğanismo é comumente descrito como uma democracia iliberal por líderes estrangeiros, como o primeiro-ministro da Hungria Viktor Orbán.
O erdoğanismo também é fortemente influenciado pelo desejo de estabelecer uma "nova Turquia", saindo dos princípios kemalistas da república turca mas abolindo os principais ideais constitucionais que vão contra as ideias de Erdoğan, como o secularismo. Os apoiadores do erdoğanismo pedem pelo reavivamento da cultura e valores tradicionais do Império Otomano, e são críticos às reformas sociais pró-ocidente e a modernização do país que foi iniciada pelo fundador da república turca, Mustafa Kemal Atatürk. A base do erdoğanismo se origina do culto à personalidade de Erdoğan e da predominância de uma liderança autoritária. O papel que Erdoğan manifestou como um agente dos valores conservadores pode ser visto na forma de slogans políticos para a eleição presidencial na Turquia, como o "Homem da Nação" (Milletin Adamı em turco).

## História

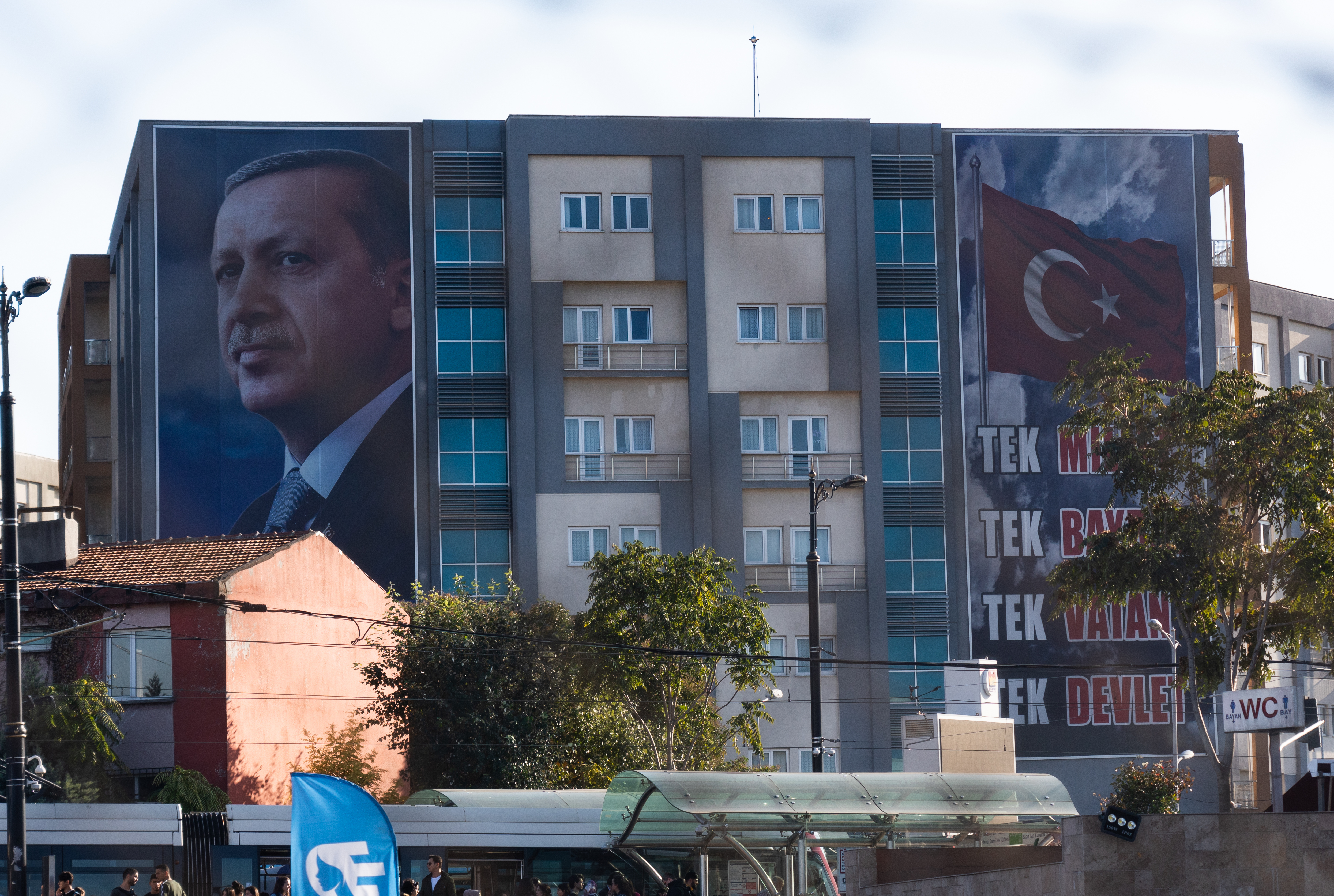
Retrato de Erdogan pendurado em um prédio em Istambul com o slongan "Uma nação, uma bandeira, uma pátria, um estado".

O termo 'erdoğanismo' surgiu pela primeira vez logo após a vitória de Erdoğan nas eleições gerais de 2011, onde foi predominantemente descrito como os ideais conservadores do Partido AK fundidos com a demagogia e o culto à personalidade de Erdoğan. No entanto, o uso do termo aumentou em conjunto com um maior reconhecimento de Erdoğan no cenário internacional, principalmente devido a seus ideais de política externa baseados no neo-otomanismo, um fator central que o erdoğanismo engloba.

## Princípios
Mustafa Akyol, descreveu o Erdoğanismo como uma ideologia baseada no culto à personalidade em torno de Erdogan, referindo-se como uma forma de autoritarismo populista semelhante ao putinismo na Rússia. Ele também descreve o neo-otomanismo, o islamismo, a suspeita de intervenção política ocidental no Oriente Médio, a rejeição do kemalismo e o confinamento do processo democrático e das eleições como atributos-chave do erdoğanismo.

### Conflitos com o islamismo
Apesar de diversos elementos do erdoğanismo, particularmente a retórica política usada por seus apoiadores, serem inspirados no islamismo, o culto extensivo em torno de Erdoğan teria isolado os muçulmanos mais extremistas, que são céticos de seu domínio no estado. A centralidade da autoridade de  Erdoğan, que é um dos principais pontos do erdoğanismo, é criticada pelos muçulmanos, que acreditam que a devoção dos fiéis não deve ser por um líder, mas por Alá e os ensinamentos do Islã. As críticas vêm sobretudo dos partidos políticos islâmicos, como o Partido da Felicidade (SP), que afirma que o erdoğanismo não é baseado no islamismo, mas no autoritarismo, e usa a religião como retórica para manter o apoio dos setores conservadores da socidade.